# Pero behrensarius
Pero behrensarius är en fjärilsart som beskrevs av Grossbeck 1910. Pero behrensarius ingår i släktet Pero och familjen mätare. Inga underarter finns listade i Catalogue of Life.